# Games of Texas
I Texas Games sono una manifestazione multisportiva organizzata ogni anno in Texas dal 1986 dalla Texas Amateur Athletic Federation (che fa parte della National Congress of State Games) e suddivisa in due edizioni: invernale ed estiva. I medagliati si qualificano per gli State Games of America.

## Giochi estivi
L'edizione estiva si tiene ogni anno, generalmente alla fine di luglio, suddivisa in diversi impianti in una città o regione prescelta. Nell'edizione 2011 si disputano gare per 12 sport:
- Atletica leggera
- Tiro con l'arco
- Pugilato
- Disc Golf
- Scherma
- Golf
- Salvataggio
- Sollevamento pesi
- Softball
- Nuoto
- Tennistavolo
- Tennis

## Giochi invernali
Fin dalla loro prima edizione, tenutasi nel 2006, le gare si sono sempre svolte a Frisco. Gli sport in programma sono dieci:
- Pallacanestro
- Bowling
- Scherma
- Pattinaggio artistico
- Flag Football
- Ginnastica
- Hockey su ghiaccio
- Arti marziali
- Nuoto
- Tennistavolo